# سیلتس، تیرول
سیلتس تیرول (به آلمانی: Silz) یک شهر در اتریش است که در ناحیه ایمست واقع شده‌است. سیلتس تیرول ۶۵٫۶۷ کیلومتر مربع مساحت دارد ۶۵۴ متر بالاتر از سطح دریا واقع شده‌است.

## خواهرخوانده
شهر Pozuzo خواهرخواندهٔ سیلتس تیرول هست.